# Cabaret (film)
Cabaret este un celebru film muzical al anilor 1970 regizat de Bob Fosse, câștigător a șapte premii Oscar. Rolurile principale sunt interpretate de Liza Minnelli, Michael York și Joel Grey.
Acțiunea filmului se desfășoară la Berlin în 1931, în perioada de ascensiune a Partidului Nazist. Spre deosebire de varianta teatrală a musicalului în care fiecare personaj cânta pentru a-și exprima emoțiile, în film cântă doar Sally Bowles și maestrul de ceremonii.

## Rezumat

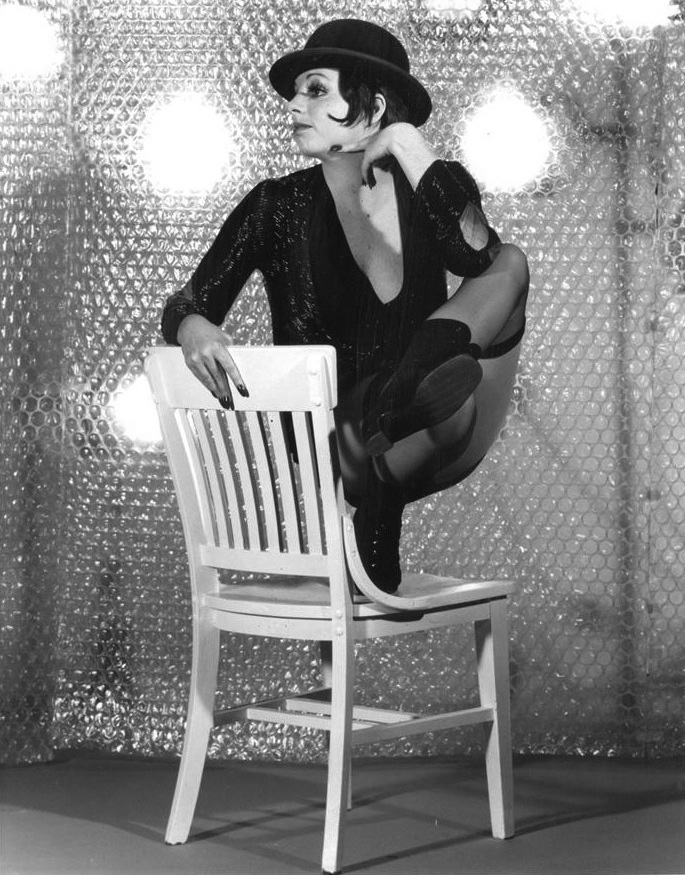
Liza Minnelli în 1973

În 1931 la Berlin, artista americană Sally Bowles dă un spectacol la Kit Kat Klub. Un nou venit în oraș, Brian Roberts, se mută în casa internat în care locuiește Sally. Un rezervat academic englez și scriitor, Brian dă lecții de engleză pentru a-și putea câștiga existența, în timp ce își completa doctoratul în filosofie.
Sally încearcă, fără succes, să-l cucerească pe Brian, suspectând, chiar, că ar putea fi homosexual. Brian recunoaște că a încercat de trei ori să aibă relații fizice cu alte femei, însă au eșuat. După ce devin prieteni ajung să se îndrăgostească unul de celălalt, iar după o noapte petrecută împreună, Brian încheie cu ironie eșecurile cu cele trei fete nepotrivite.
Întamplător, Sally se împrietenește cu Maximilian van Heune, un baron bogat, care începe să-i ofere tot felul de atenții și care o invită atât pe ea cât și pe Brian la moșia lui de la țară.
Max îi seduce pe amândoi, lucru ilustrat de o scenă de dans intimă în care toți trei se află într-o reverie de vin.
Deși întreține relații intime cu amândoi, Max are un interes sporit pentru Brian, interes pe care și-l pierde repede și pleacă în Argentina.
Dupa o ceartă între Sally și Brian, aceștia ajung să își reproșeze că amândoi au făcut sex cu Max.
După un timp Sally află că e însărcinată, dar nu este sigură cine este tatăl copilului. Brian o cere în căsătorie și îi propune să meargă cu el spre Universitatea din Cambridge. Inițial acceptă, dar gândul de a fi gospodină și mamă o determină sa facă avort.
Filmul se încheie cu plecarea lui Brian în Anglia și cu Sally continuând-și viața în Berlin, cântând „Cabaret” în fața unui public entuziast.

## Distribuție
- Liza Minnelli - Sally Bowles
- Michael York - Brian Roberts
- Joel Grey - maestrul de ceremonii
- Helmut Griem - Maximilien von Heume
- Fritz Wepper - Fritz Wender
- Marisa Berenson - Natalia Landauer
- Helen Vita - domnișoara Kost

## Legături externe
- Cabaret la Internet Movie Database